# Colapteroblatta apatela
Colapteroblatta apatela är en kackerlacksart som först beskrevs av Morgan Hebard 1919.  Colapteroblatta apatela ingår i släktet Colapteroblatta och familjen jättekackerlackor.
Artens utbredningsområde är Colombia. Inga underarter finns listade i Catalogue of Life.